# Claudio Milar
Roberto Claudio Milar Decuadra, mais conhecido como Claudio Milar (Chuy, 6 de abril de 1974 — Canguçu, 15 de janeiro de 2009), foi um futebolista uruguaio que atuava como atacante.
Começou a carreira em um dos grandes times uruguaios, o Nacional. Na época, chegou a defender a Seleção Uruguaia sub-20, mas não vingou muito na terra natal. Após transferir-se para o pequeno clube argentino do Godoy Cruz, jamais voltaria ao futebol do Uruguai. Do Godoy Cruz rumou para o Juventude, iniciando sua trajetória peregrina por times rivais do interior do Rio Grande do Sul: pouco depois, passaria a defender o outro time de Caxias do Sul, o Caxias.
Milar, todavia, desenvolveria maior identidade com o Brasil de Pelotas. Porém, até chegar ao clube, passaria rapidamente pela Portuguesa Santista, por dois rivais de Recife, Santa Cruz e Náutico, pela Matonense, Botafogo, e até pelo arquirrival Pelotas, além de times do exterior.
A primeira de suas três passagens pelo Brasil deu-se em 2003. Com o tempo, foi se tornando um dos maiores ídolos da torcida Xavante, marcando no total 110 gols pelo time e conquistando o Campeonato Gaúcho da Segunda Divisão de 2004, no qual se tornou o maior artilheiro da história do certame, com 33 gols marcados.[carece de fontes?]

## Morte
Claudio Milar morreu aos 34 anos na cidade de Canguçu, em 15 de janeiro de 2009, às 23 horas e 40 minutos, no trágico acidente de ônibus do time do Brasil de Pelotas.
Milar morava em Pelotas e deixou a esposa Carolina e o filho Agustin Milar.

## Títulos
Nacional-URG
- Liguilla Pré-Libertadores da América 1993 e 1996

Caxias
- Taça STC 1998
- Copa Ênio Andrade 1998

Brasil de Pelotas
- Segunda divisão gaúcha 2004
- Taça Cidade de Pelotas 2004 e 2006
- Copa FGF 2007 2° Lugar